# Insuflação

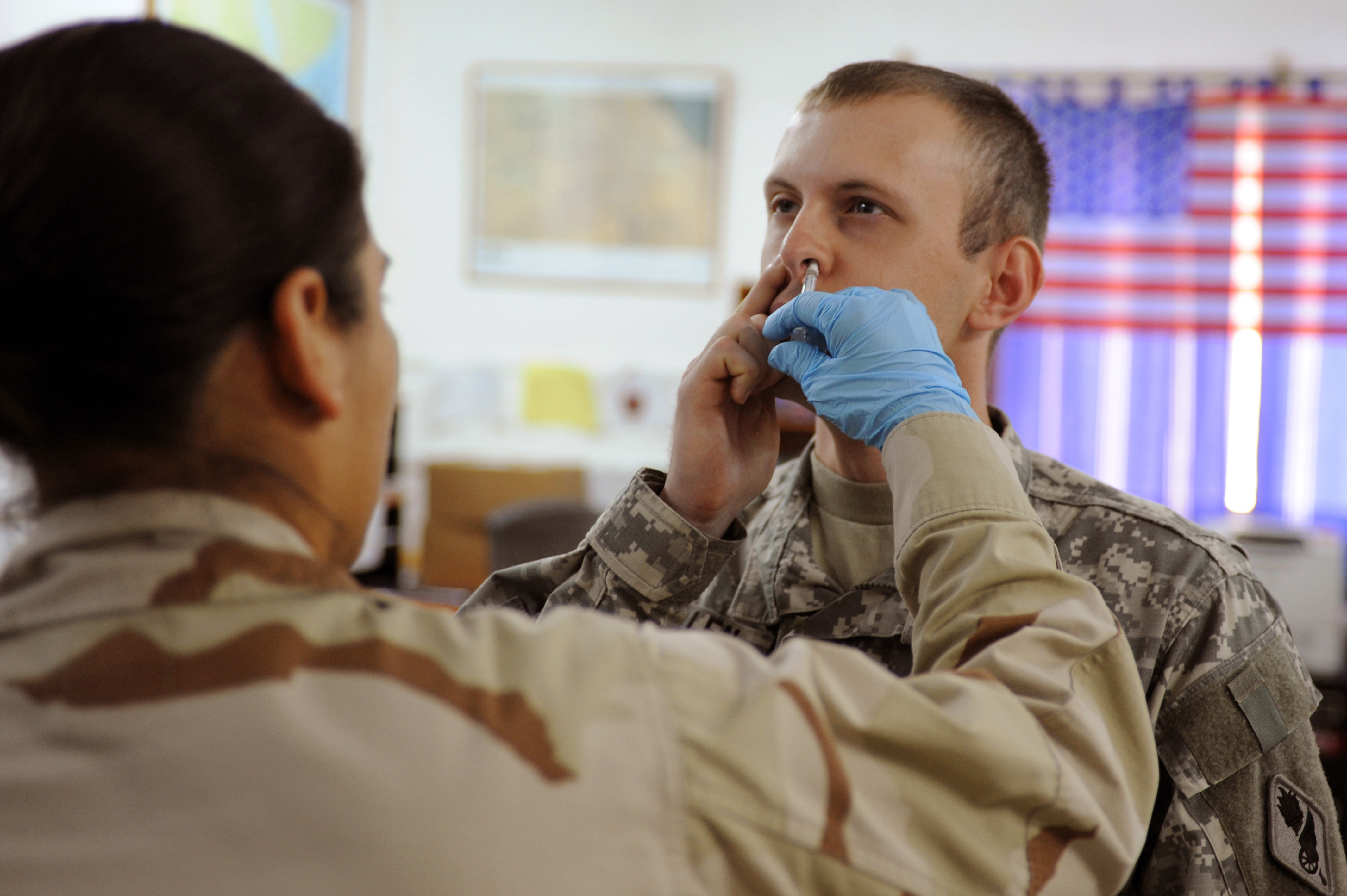
Insuflação

Insuflação (em latim: insufflare) é o ato de aspirar algo (como um gás, pó ou vapor) em uma cavidade corporal. A insuflação tem muitos usos clínicos, principalmente como via de administração medicamentosa.

## Usos clínicos

### Cirurgia
Frequentemente, gases são insuflados em uma cavidade corporal para expandi-la e ampliar a área da cirurgia como, por exemplo, durante a laparoscopia. O gás mais usado para esse fim é o dióxido de carbono, pois não é iflamável, é incolor e se dissolve no sangue rapidamente.

### Diagnóstico
Os gases podem ser insuflados em cavidades do corpo a fim de obter resultados melhores na imagiologia médica ou para facilitar o acesso de áreas que necessitam de inspeção visual como, por exemplo, durante a colonoscopia

### Assistência respiratória
O oxigênio pode ser insuflado no nariz através das cânulas nasais para auxiliar na respiração.
A insuflação-exsuflação mecânica simula uma tosse e auxilia na eliminação do muco das vias aéreas. É usada em pessoas com doença neuromuscular e fraqueza muscular decorrentes de lesão no sistema nervoso central.
A insuflação glossofaríngea é uma técnica que consiste em engolir bolus de ar para os pulmões com o objetivo de aliviar a tosse e a. Também é usado por mergulhadores em apneia para aumentar o volume pulmonar.
A pressão positiva contínua nas vias aéreas é um modo de ventilação mecânica ou artificial em que a insuflação é usada como via de administração.

### Anestesia e cuidados intensivos
Os gases e vapores insuflados são usados para ajudar na ventilação e oxigenação de pacientes (como oxigênio e hélio), bem como para induzir, auxiliar ou prolongar anestesias (como óxido nitroso, xenônio e anestésicos voláteis )

## História
No século 18, o enema de tabaco - insuflação de fumo de tabaco no reto - era um método comum para reanimar vítimas de afogamento.